# Колымбай
Колымбай — река в Казахстане, протекает по Каргалинскому району Актюбинской области. Длина реки составляет 15 км.
Начинается в овражистой местности при слиянии вод родников Белый Ключ (дебит — 300 л/ч) и Чёрный Ключ на высоте 252,5 метра над уровнем моря. Течёт в овраге по безлесой местности в общем северо-восточном направлении. Устье реки находится в 8 км по левому берегу реки Терекла на высоте 209,5 метра над уровнем моря. Населённых пунктов на реке нет, при устье Аквилаксая расположено зимовье Колымбай.
Основные притоки — Калымта (лв), Аквилаксай (лв), Карабулак (пр).